# Mythologischer Zyklus
Mythologischer Zyklus ist die moderne Bezeichnung einiger alt- und mittelirischer Erzählungen über Wesen der irischen Mythologie.
Der Begriff umfasst Erzählungen, die sich hauptsächlich nicht mit Menschen, sondern mit Elfen und Feen beschäftigen. Diese Wesen, im Irischen fir síde („Männer des síd“), mná síde („Frauen des síd“) oder allgemein áes síde („Leute des síd“) bezeichnet, bewohnen nach alter Tradition die natürlichen Hügel (Síd) und Berge Irlands, sowie die von Menschenhand errichteten Grabhügel der vorkeltischen Bevölkerung. In den meisten Texten werden die áes síde mit den Túatha Dé Danann gleichgesetzt. Moderne Forscher nehmen hier einen Euhemerismus („Vermenschlichung der Götter“) dieser und anderer Gestalten der vorchristlichen Mythologie des Landes an. 
Zu den wichtigsten Erzählungen des mythologischen Zyklus zählen unter anderem das Lebor Gabála Érenn, die Schlachten von Mag Tuired, Tochmarc Étaíne, Aided Chlainne Tuirenn, die Dindsenchas sowie die als echtrae und immram bezeichneten Mythen.
Manche der im mythologischen Zyklus genannten Themen überschneiden sich mit Themen des historischen oder Königs-Zyklus. Einige Remscélas („Vorgeschichten“) der Táin Bó Cuailnge enthalten zwar ebenfalls mythologische Motive, werden jedoch üblicherweise dem Ulster-Zyklus zugerechnet.